# Илоу (племена)
Илоу (кит. трад. 挹婁, упр. 挹娄, пиньинь yìlóu, палл. илоу, устар. илэу) — древний народ, живший в Приморском крае, Цзилине, Хэйлунцзяне. Известны со времён Чжоу, вероятно, связаны с ситуаньшаньской культурой, использовали для общения Тунгусо-маньчжурские языки. В китайских хрониках их в III—VI веке н. э. смешивали с племенным образованием Сушень или считали сушень правящей династией, отношения илоу и сушень неизвестны до сих пор. Влились в состав чжурчжэней.

## Расположение
Земли Илоу простирались на 1000 ли на северо-восток от границ Пуё, на востоке простирались до моря. На юге граничили с землями корейского государства Окчо.

## Население
Жители в одежде были частично схожи с жителями Пуё, но отличались от них языком[каким?]. Не имели китайских ритуалов. Носили одежду из льняных и конопляных тканей, а также кожи домашних свиней, жир которых намазывали на тело зимой для защиты от холода. Жили в землянках, лучшими считались самые глубокие землянки, у богатых в землянке было до девяти ступеней.
У илоу преобладали родоплеменные отношения. Было много малочисленных родов. Был патриархат и ритуалы испытания силы и отваги.
Главным оружием были луки, которым был обязан владеть каждый мужчина. Так как охота была крайне важна для выживания. Луки около 100 см длиной (4 чи), тугие как китайский арбалет. Древко стрелы было грубо обработано, свыше 40 см (1 чи и 8 цуней) длиной, наконечники были кремниевые и часто смазаны ядом, довольно сильным и быстродействующим.[каким?]
Распространённым средством передвижения были маленькие лодки, сделанные из выдолбленного ствола дерева или сшитые из шкур животных. Имелись также небольшие суда на 20 человек, длиной 6-8 метров сделанные из выдолбленных и рассколотых брёвен обмазаные смолой.
В V веке начали массово использоваться низкорослые пони из Пуё, родственные лошади Пржевальского.

## Власть
Государства и государственного аппарата не было. Единого племенного союза не было. Каждое селение управлялось старейшиной.
Илоу были родственны народу мохэ, жившему западнее и создавшему Бохай. В будущем они составили один народ — чжурчжэни.
Китайские летописцы, придававшие монархии особое значение, считали, что над одним и тем же народом властвовали господствующие рода сушень в древности, илоу при китайских династиях Хань и Цзинь, и уги при династии Северная Вэй.

## Хозяйство
Знали земледелие. Разводили свиней, имея общий загон посреди селения, где также было отхожее место для людей. В их землях добывали агат, охотились на пушных зверей, включая соболей. Всем этим они торговали с Пуё. Эту торговлю китайские хронисты интерпретировали как выплату дани из-за непропорциональной ценности товаров, согласно китайским представлениям.